# Palimbia
Palimbia là chi thực vật có hoa trong họ Apiaceae.